# Asceua gruezoi
Asceua gruezoi là một loài nhện trong họ Zodariidae.
Loài này thuộc chi Asceua. Asceua gruezoi được Alberto Barrion & James A. Litsinger miêu tả năm 1992.